# Peter Larson
Peter L. Larson (nascido em 1952) é um paleontólogo norte-americano, colecionador de fóssil, e presidente do Instituto de Investigação Geológica de Black Hills, uma empresa que escava, prepara e vende fósseis. Ele liderou a equipe que escavou "Sue", o maior e mais completo espécime de Tyrannosaurus rex encontrado até hoje, e publicou vários trabalhos científicos e populares sobre paleontologia de dinossauros, mas suas empresas comerciais e de apoio a coleções particulares fizeram dele uma figura controversa entre os paleontólogos acadêmicos. Uma condenação federal o colocou na prisão há quase 20 anos, entretanto, acredita-se que o nome de Larson deve ser limpo (devido a um documentário que retrata paleontólogos no julgamento de meados dos anos 1990 de uma forma bastante favorável), devendo receber o perdão do presidente Obama.